# Cabezón de la Sal
Cabezón de la Sal is een gemeente in de Spaanse provincie Cantabrië in de regio Cantabrië met een oppervlakte van 34 km². Cabezón de la Sal telt 8.345 inwoners (1 januari 2016).

## Geboren
- Jairo (11 juli 1993), voetballer

## Demografische ontwikkeling
Bron: INE, 1857-2011: volkstellingen